# Habach (Eppelborn)
Habach ist ein Ortsteil der Gemeinde Eppelborn, Landkreis Neunkirchen, Saarland. Er liegt an der Landstraße L301 von Eppelborn nach Eiweiler und an der Landstraße L300 nach Wiesbach. Er stellt den geometrischen Mittelpunkt des Bundeslandes dar. Der geografische Mittelpunkt des Saarlandes befindet sich in Falscheid, Lebach, etwa 5,5 km weiter westlich.

## Geschichte
Im Wald Steinhaus befinden sich die Überreste der Villa Rustica von Eppelborn. Bis zum 31. Dezember 1973 war Habach eine selbstständige Gemeinde, dann wurde sie zu Eppelborn eingemeindet.

## Kultur
Das „Bauernhaus Habach“ in der Eppelborner Straße 12 ist ein 1847 fertig gestelltes südwestdeutsches Einhaus, das heute als Museum für das ländliche Leben im 19. und 20. Jahrhundert dient.

## Belege
1. ↑  Der geometrische Mittelpunkt des Saarlandes liegt in Habach.
2. ↑  Habach in der Römerzeit.
3. ↑  Bauernhaus Habach. In: Gemeinde Eppelborn. Abgerufen am 8. März 2023.

Koordinaten: 49° 23′ N, 6° 57′ O